# Maison du sel (Francfort-sur-le-Main)
 (juillet 2022).
Si vous disposez d'ouvrages ou d'articles de référence ou si vous connaissez des sites web de qualité traitant du thème abordé ici, merci de compléter l'article en donnant les références utiles à sa vérifiabilité et en les liant à la section « Notes et références ».
La Maison du sel est un bâtiment historique de Francfort-sur-le-Main en Allemagne. 
La maison du sel est à l'origine, en 1600, une maison à colombages de 22 mètres de haut. Elle était la construction civile la plus importante de la ville, mais aussi l'une des plus grandes réalisations de la Renaissance allemande. Le bâtiment est partiellement détruit en mars 1944 lors d'un raid aérien. La base de l'ancien bâtiment a été conservée et les étages ont été restaurés dans un style architectural d'après-guerre. Une reconstruction de la façade historique a fait l'objet de discussion chez l'association Les amis de Francfort dans les années 1980 dans le cadre de la reconstruction de l'Ostzeile. Toutefois, cette reconstruction n'a pas abouti.